# Pipa (instrumento musical)
Pipa (Chinês: 琵琶; pinyin: pípá) é um instrumento de corda chinês. É um dos instrumentos musicais mais antigos da China, com mais de dois mil anos de história, onde ainda hoje é um dos instrumentos  mais populares.

## Estrutura
O Pipa é um instrumento de ponteio que possui uma caixa de ressonância achatada, com o formato de meia pêra.
O pescoço ou braço comprido em madeira é dividido em tons por filetes, possui quatro ou cinco cordas.
As cordas de seda são tocadas com uma palheta de marfim, madeira, osso ou mesmo com a própria unha do músico, que fazem as cordas vibrarem..

## História

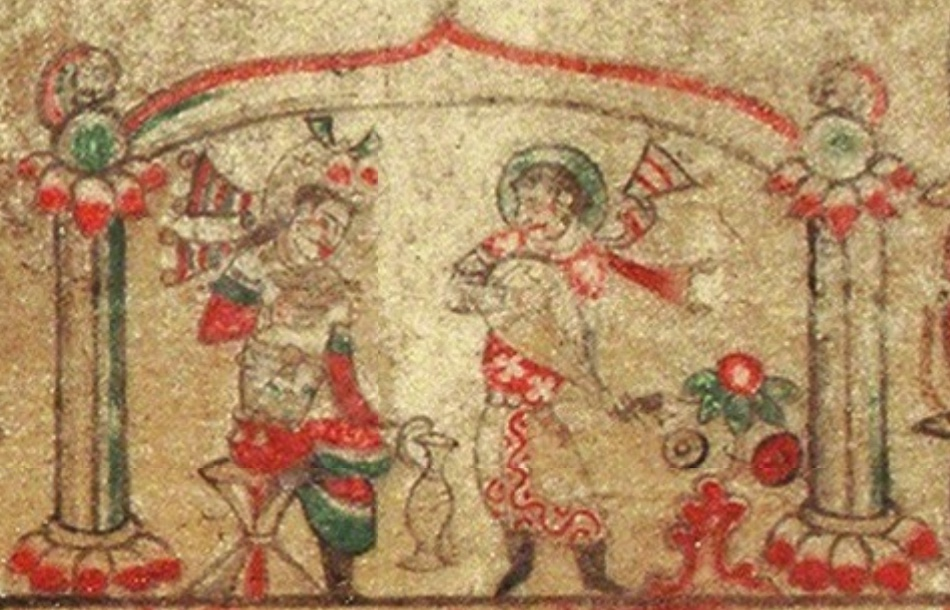
Painel pintado do sarcófago de Yü Hung, retrata uma das figuras persas ou sogdianas tocando pipa. 592 d.C., dinastia Sui.

### Origem
O pipa teve a sua origem na antiga Pérsia sendo conduzido para o oeste da China nos séculos V e VI. Foi difundido por todo território chinês como o instrumento musical mais usado e popular do país, chegando a ser chamado de o Rei dos instrumentos de corda dedilhadas, em referência a uma das quatro categorias clássicas de instrumentos chineses.

### Antiguidade chinesa
Aparece já na antiguidade chinesa, no princípio era um tanto rústico. 
Naquela época, há mais ou menos dois mil anos, todos os instrumentos de corda eram conhecidos por pipa.
Com o passar dos tempos e com a popularidade que o instrumento conquistou, resolveu-se que somente aquele instrumento o mais popular seria conhecido por Pipa.

### Dinastia Tang
As referências a este instrumento são freqüentes nas poesias da Dinastia Tang (618-907 d.C.), onde geralmente é elogiado por seu refinamento e tom delicado. O pipa usado hoje em dia é baseado nos desenvolvimentos do instrumento durante essa época.
O poeta Bai Juyi, descreve em sua peça Pipa Xing (Tocadora de Pipa) um  encontro casual com uma tocadora de pipa no Rio Yangtze e comenta a força expressiva deste instrumento musical:
大絃嘈嘈如急雨 : As cordas mais grossas são como uma rajada de chuva repentina.
小絃切切如私語 : As cordas mais finas soam como os murmúrios dos amantes.
嘈嘈切切錯雜彈 : Falam e conversam,
大珠小珠落玉盤 : como pérolas, grandes e pequenas, a cair num prato de Jade.

### Década 50 doséculo XX
Nessa década foram criados cursos superiores de pipa em conservatórios. O instrumento foi reestruturado e expandido para tornar maior a área de tons, tendo uma posição importante dentro das orquestras sinfônicas.

## Como usar o pipa

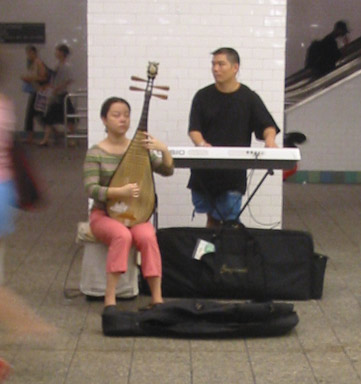
Jovem chinesa tocando pipa.

Para tocar o pipa, o músico tradicionalmente o coloca na posição vertical.
É preciso ter muita agilidade em seus dedos a fim de conseguir passar a virtuosidade do som que ele produz.
Hoje são conhecidas por volta de sessenta maneiras diferentes de tocar o pipa com ambas as mãos, que foram desenvolvidas através dos séculos, oportunizando sua participação em grandes orquestras, sendo ponteado na vertical por melhor adaptação dos músicos.

## Músicas tradicionais para apipa
- Branca Neve Primaveril
- Emboscada em todos os Lados

### Vídeos
- Liu Fang pipa videos
- Liu Fang pipa videos
- Ting Ting plays and sings "Moon Prayer"
- Ting Ting Plays Mozart Video
- Ting Ting plays and sings "Meadows Love Song"
- Ting Ting plays "HOURAI"
- Zhao Cong plays "Moonlight over Spring River" by Beijing Drum Tower